# 헤르만 티에잉크 빌링크

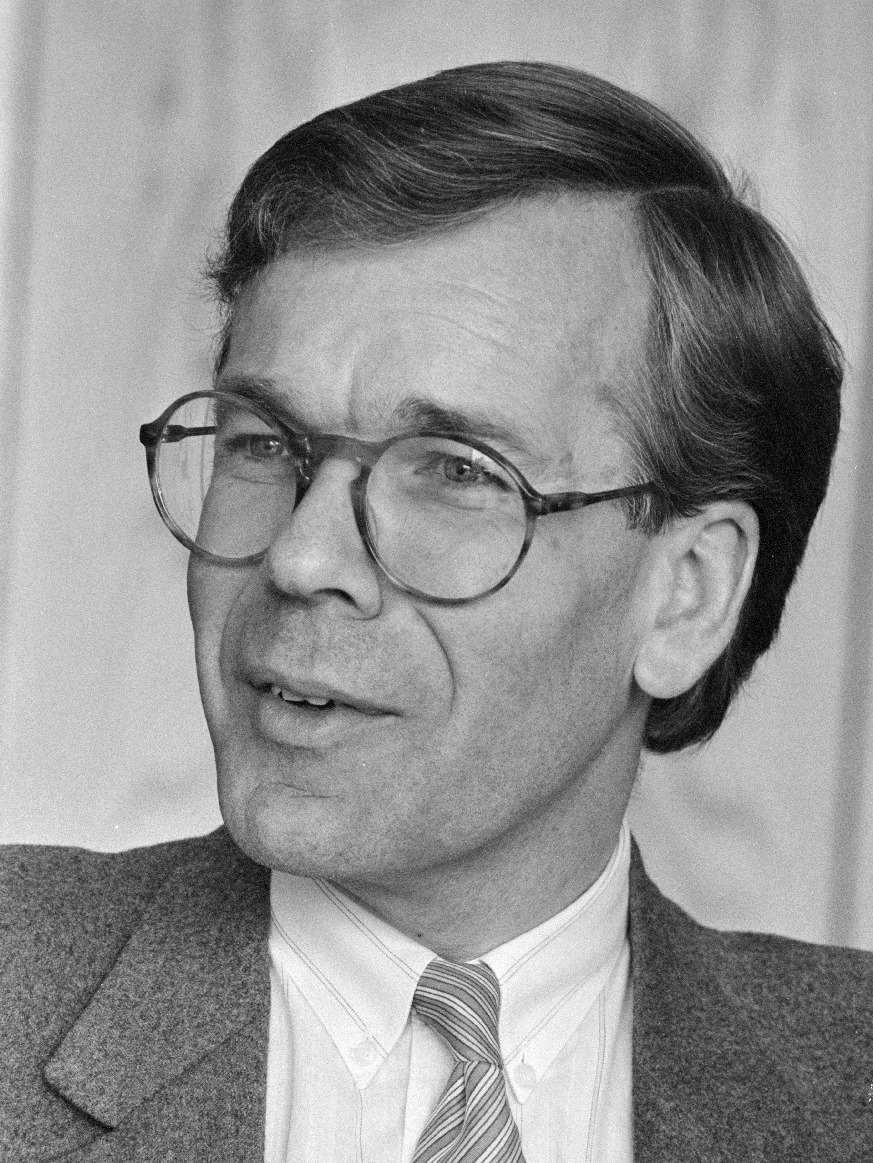
헤르만 티에잉크 빌링크(1985년)

헤르만 디데릭 티에잉크 빌링크(네덜란드어: Herman Diederik Tjeenk Willink, 1942년 1월 23일~)는 네덜란드의 전직 정치인, 법학자이다. 노동당 소속으로 활동했으며 2012년 12월 21일 국무장관의 명예직을 수여받았다.
1987년 6월 23일부터 1997년 3월 11일까지 상원의원을 지냈고, 1991년 6월 11일부터 1997년 3월 11일까지 상원의장을 역임했다. 1997년 7월 1일 취임하는 국무원의 부원장으로 선출되면서 두 자리 모두 사임했고, 따라서 그 기간 동안 베아트릭스 여왕의 가장 중요한 조언자였다.